# Gran Premio motociclistico d'Olanda 1954
Il Gran Premio motociclistico d'Olanda fu il quinto appuntamento del motomondiale 1954.
Si svolse sabato 10 luglio 1954 presso il circuito di Assen, ed erano in programma tutte le classi tranne i sidecar.
La 500 fu dominata dalla Gilera di Geoff Duke. Situazione simile in 350, con la Moto Guzzi di Fergus Anderson al primo posto.
Le NSU di Werner Haas e Rupert Hollaus continuarono la loro striscia vittoriosa in 250 e 125. Con questa vittoria Haas ottenne anche il titolo di Campione del Mondo della quarto di litro.

## Classe 500
37 piloti alla partenza, 20 al traguardo.

### Arrivati al traguardo
| Pos. | Pilota          | Moto       | Tempo        | Punti |
| ---- | --------------- | ---------- | ------------ | ----- |
| 1    | Geoff Duke      | Gilera     | 1h 34' 13" 7 | 8     |
| 2    | Fergus Anderson | Moto Guzzi | +1' 28" 5    | 6     |
| 3    | Carlo Bandirola | MV Agusta  | +1' 30" 6    | 4     |
| 4    | Rod Coleman     | AJS        | +2' 11" 1    | 3     |
| 5    | Dickie Dale     | MV Agusta  | +2' 14"      | 2     |
| 6    | Bob McIntyre    | AJS        | +4' 01" 2    | 1     |
| 7    | Nello Pagani    | MV Agusta  | +5' 34" 7    |       |
| 8    | Drikus Veer     | Gilera     | +5' 34" 9    |       |
| 9    | Jack Ahearn     | Norton     | +1 giro      |       |
| 10   | Maurice Quincey | Norton     | +1 giro      |       |

## Classe 350

### Arrivati al traguardo
| Pos. | Pilota            | Moto       | Tempo        | Punti |
| ---- | ----------------- | ---------- | ------------ | ----- |
| 1    | Fergus Anderson   | Moto Guzzi | 1h 15' 26" 5 | 8     |
| 2    | Enrico Lorenzetti | Moto Guzzi | +2' 29" 7    | 6     |
| 3    | Rod Coleman       | AJS        | +3' 10" 6    | 4     |
| 4    | Bob McIntyre      | AJS        |              | 3     |
| 5    | Karl Hofmann      | DKW        |              | 2     |
| 6    | Alano Montanari   | Moto Guzzi |              | 1     |

## Classe 250

### Arrivati al traguardo
| Pos. | Pilota              | Moto       | Tempo        | Punti |
| ---- | ------------------- | ---------- | ------------ | ----- |
| 1    | Werner Haas         | NSU        | 1h 04' 21" 3 | 8     |
| 2    | Rupert Hollaus      | NSU        | +46" 4       | 6     |
| 3    | Hans Baltisberger   | NSU        |              | 4     |
| 4    | Ken Kavanagh        | Moto Guzzi |              | 3     |
| 5    | Hermann Paul Müller | NSU        |              | 2     |
| 6    | Arthur Wheeler      | Moto Guzzi |              | 1     |

## Classe 125

### Arrivati al traguardo
| Pos. | Pilota              | Moto      | Tempo     | Punti |
| ---- | ------------------- | --------- | --------- | ----- |
| 1    | Rupert Hollaus      | NSU       | 50' 21" 7 | 8     |
| 2    | Hermann Paul Müller | NSU       | +8" 4     | 6     |
| 3    | Carlo Ubbiali       | MV Agusta | +28" 7    | 4     |
| 4    | Hans Baltisberger   | NSU       |           | 3     |
| 5    | Werner Haas         | NSU       |           | 2     |
| 6    | Karl Lottes         | MV Agusta |           | 1     |

## Fonti e bibliografia
- La « Gilera » vince con Duke nella categoria 500 ad Assen, in La Nuova Stampa, 11 luglio 1954,  p. 4. URL consultato il 15 febbraio 2022.
- (ES) Cuadro de resultados de las pruebas "clásicas" puntuables para el Campeonato del Mundo, in El Mundo Deportivo, 3 ottobre 1954,  p. 4. URL consultato il 15 febbraio 2022.
- Risultati della 500 su autosport.com, su autosport.com.